# Paramuricea candida
Paramuricea candida är en korallart som beskrevs av Manfred Grasshoff 1977. Paramuricea candida ingår i släktet Paramuricea och familjen Plexauridae. Inga underarter finns listade i Catalogue of Life.